# Montenach (Mosel)
Der Montenach (französisch: Ruisseau de Montenach) ist ein kleiner Fluss im Nordosten von Frankreich, der im Département Moselle der Region Grand Est nordöstlich der Stadt Metz verläuft.
Er mündet in Sierck-les-Bains von rechts in die Mosel.

## Geografie

### Verlauf
Der Montenach entspringt im südöstlichen Gemeindegebiet von Manderen-Ritzing, nahe der Grenze zu Deutschland, entwässert mit einem Bogen über Süd generell in westlicher Richtung und mündet nach rund 15 Kilometern im Gemeindegebiet von Sierck-les-Bains als rechter Nebenfluss in die Mosel. Der Montenach ändert in seinem Verlauf mehrfach seinen Namen: im Oberlauf heißt er auch Schweingrät, danach Heichelbach, Hangoldbach und erst im Mündungsabschnitt Ruisseau de Montenach. Im Unterlauf verläuft er durch das Nationale Naturschutzgebiet Montenach.

### Zuflüsse
(Reihenfolge in Fließrichtung)
- Ruisseau le Litscherbach (rechts), 1,6 km
- Ruisseau le Pissenbach  (rechts), 5,0 km
- Ruisseau le Hoellenbach (links), 7,7 km

### Orte am Fluss
(Reihenfolge in Fließrichtung)
- Manderen-Ritzing
- Launstroff
- Kirschnaumen
- Montenach
- Sierck-les-Bains